# Cladophora pellucida
Espèce
Cladophora pellucida est une espèce d'algues vertes de la famille des Cladophoraceae.

## Morphologie
Cette algue est constituée de filaments ramifiés, dont la couleur vert clair est souvent masquée par la présence de nombreuses algues rouges microscopiques, épiphytes et/ou endophytes. La cellule basale d'une ramification est de très grande dimension, jusqu'à 1 cm de hauteur, voire 2 cm.

## Répartition et habitat
Cette algue vit généralement dans l'étage infralittoral, dans le bas de la zone battue par les vagues.

## Systématique

### Étymologie
Le terme « cladophora » signifie « porteur de rameaux » en grec ancien et fait allusion aux ramifications des filaments ; quant au terme « pellucida », il signifie « diaphane » en latin.